# CAOS Linux
CAOS Linux este o distribuție GNU/Linux bazată pe managerul de pachete RPM, menținută și dezvoltată de comunitate. Numele distribuției este un acronim format din primele litere din „Community-Assembled Operating System”, ce poate fi tradus ca „Sistem de Operare Asamblat de Comunitate”.
CAOS Linux combină în sine diferite aspecte din Debian, Red Hat Linux/Fedora și FreeBSD, într-o manieră care încearcă să fie destul de stabilă pentru a rula aplicații de server și clustere, și un ciclu de viață de 3-5 ani. CAOS Linux face parte din cadrul unei inițiative mai mari grupată în jurul The CAOS Foundation, o echipă de dezvoltatori Open Source. 

## Legături Utile
- Site oficial CAOS Linux Arhivat în 6 martie 2009, la Wayback Machine.
- Infiscale.com, compane-sponsor al dezvoltării CAOS, Perceus și WareWulf